# Lynn Fainchtein Steider
Lynn Fainchtein Steider (México, 9 de marzo de 1963-España, 1 de marzo de 2024) fue una comunicadora, locutora y productora mexicana, egresada de la Facultad de Psicología de la UNAM.
Proveniente de una familia de ascendencia judía, estudió psicología de 1981 a 1984. Participó como conductora de distintos programas de radio en México durante la década de los 80, entre ellos Descelofaneando, Salsabadeando, Sonorock, Mujeres comma Rock and Roll en la estación XHSON-FM de la Ciudad de México. Incorporada a esa estación por invitación de Luis Gerardo Salas, quien fue el fundador, fue productora y locutora por nueve años y gerente de Dimensión 1380 por seis años.
Considerada por muchos en el medio y por ella misma como apasionada de la música y del rock, participó también en la supervisión musical y producción musical de muchas películas mexicanas e internacionales, entre ellas Amores perros, Todo el poder, Por la libre, Sin dejar huella, Roma y muchas otras.

## Primeros años
Fue una de las primeras voces femeniles de Rock 101, asistió al Colegio Hebreo Tarbut, apasionada del rock, el jazz y la música afroantillana. Trabajaba en una pastelería en 1985 los domingos y, fascinada por la programación de Rock 101, llegó al Núcleo Radio Mil, en donde preguntó por el gerente de la estación:

"Es el que viene bajando las escaleras, me informaron, e inmediatamente lo abordé, le dije que quería trabajar en la estación, y Luis Gerardo me contestó que me invitaba a tomar unas cervezas. Como buena melómana, tenía una colección impresionante de discos de mujeres rockeras cantantes, así que le propuse a Luis Gerardo, que era una persona muy abierta, un programa de radio con esas características. Así nació Mujeres comma Rock and Roll. Nosotras fuimos de las primeras mujeres al aire en la radio FM en México. Los directivos de radio estaban acostumbrados a que su mujer está en casa, y no la imaginan en su medio laboral."

## Radio
De 1988 a 1989, elaboró "Lime Light", programa sobre góspel y música cristiana en Rock 101. De 1989 a 1990, como propuesta de Luis Gerardo, condujo Salsabadeando, donde se escuchaba música afroantillana. De 1989 a 1992, produjo y condujo Descelofaneando, en donde se hablaba de discos "recién salidos del horno".[cita requerida]

"... Una de las cosas que más me gustan de la radio es la magia de provocar, el hacer que la gente oiga lo que le gusta. Estar en cabina, eso es la radio... Teníamos nuestra vida en el Núcleo Radio Mil, no existía nada más importante. Me levantaba a las cuatro de la mañana para ver si el sonidista no se había quedado dormido. Hacíamos maratones de 101 horas de transmisión, por el puro gusto, sin recibir nada a cambio, la convocatoria de la gente era impresionante..."

## Televisión
Trabajó como directora de programación y noticieros de MTV Latinoamérica, en Miami, de 1994 a 1999.
Produjo, en ese periodo, infinidad de cápsulas noticiosas, unpluggeds, especiales de rock mexicano y argentino, así como dos series en las que cubrió los sucesos del movimiento zapatista, llamado Crónicas de un movimiento anunciado.[cita requerida]

## Cine

### Musicalización
- Aquí sigo (Documentary) (music supervisor) (post-production)
- 2016 La vida inmoral de la pareja ideal (music supervisor) (filming)
- 2016 Hugo Sánchez (Documentary) (music supervisor) (filming)
- 2016 Refugio (music supervisor) (post-production)
- 2016 Siempre Vuelven (music supervisor) (post-production)
- 2016 While the Wolf's Away (music supervisor) (completed)
- La Caridad (music supervisor) (completed)
- Mind Puppets (music supervisor) (post-production)
- 2016 Dios Inc. (TV Series) (music supervisor - 12 episodes)
- Crucifixión (2016) ... (music supervisor)
- Holocausto (2016) ... (music supervisor)
- 30 Monedas De Plata (2016) ... (music supervisor)
- La Serpiente en el jardín (2016) ... (music supervisor)
- El Hijo Pródigo (2016) ... (music supervisor)
- Show all 12 episodes
- 2016 Mr. Pig (music supervisor)
- 2016 Complete Unknown (music supervisor)
- 2015 The Revenant (music supervisor)
- 2015/II Captive (music supervisor)
- 2015 Que viva la música (music supervisor)
- 2015 The 33 (music supervisor)
- 2015 Chronic (music supervisor)
- 2015 La Mano Visible (Short) (music supervisor)
- 2013-2014 Sr. Ávila (TV Series) (music supervisor - 23 episodes)
- Señor de Señores (2014) ... (music supervisor)
- El Sr. Juárez (2014) ... (music supervisor)
- La Piedad de la Bestia (2014) ... (music supervisor)
- Un Tiro en el Paladar (2014) ... (music supervisor)
- El Buen y el Mal Señor (2014) ... (music supervisor)

Show all 23 episodes
- 2014 El Más Buscado (music supervisor)
- 2014 Elvira I Will Give You My Life But I'm Using It (music supervisor)
- 2014 The Perfect Dictatorship (music supervisor)
- 2014 Love of My Loves (music supervisor)
- 2014 Birdman or (The Unexpected Virtue of Ignorance) (music supervisor)
- 2014 Más negro que la noche (music supervisor)
- 2014 Cesar Chavez (music supervisor)
- 2013 Gimme Shelter (music supervisor)
- 2013 The Last Call (music supervisor)
- 2013/I Paraíso (music supervisor)
- 2013 I Don't Know Whether to Slit My Wrists or Leave Them Long (music supervisor)
- 2013/I Lee Daniels' The Butler (music supervisor)
- 2008-2012 Capadocia (TV Series) (music supervisor - 39 episodes)
- Apocalipsis (2012) ... (music supervisor)
- Sangre de inocentes (2012) ... (music supervisor)
- La Paz y la Espada (2012) ... (music supervisor)
- La sombra de tus alas (2012) ... (music supervisor)
- Ovejas y Lobos (2012) ... (music supervisor)

Show all 39 episodes
- 2012 El Santos vs la Tetona Mendoza (music supervisor)
- 2012 Hecho en México (Documentary) (music supervisor)
- 2012 The Paperboy (music supervisor)
- 2012 On the Road (music supervisor)
- 2012 ¡De panzazo! (Documentary) (music supervisor)
- 2011 Top Cat: The Movie (music supervisor)
- 2011 The Last Death (music supervisor)
- 2011 Miss Bala (music supervisor)
- 2011 Saving Private Pérez (music supervisor)
- 2010 0.56% ¿Qué le pasó a México? (Documentary) (music supervisor)
- 2010 Acorazado (music supervisor)
- 2010 El Narco (music supervisor)
- 2010 Gritos de muerte y libertad (TV Series) (music supervisor)
- 2010 Habana Eva (music supervisor)
- 2010 Biutiful (music supervisor)
- 2010 Abel (music supervisor)
- 2010 Shark Night (TV Movie documentary) (music supervisor)
- 2009 Don't Let Me Drown (music supervisor)
- 2009 Sin Nombre (music supervisor)
- 2009/II Precious (music supervisor)
- 2008 Presumed Guilty (Documentary) (music supervisor)
- 2008 X-mas, Inc. (music supervisor)
- 2008 Walking Vengeance (music supervisor)
- 2008 Tear This Heart Out (music supervisor)
- 2008 I'm Gonna Explode (music supervisor)
- 2008 Love, Pain and Vice Versa (music supervisor)
- 2008/I Sugar (music supervisor)
- 2008 Máncora (music supervisor)
- 2008 Sleep Dealer (music supervisor)
- 2008 Paraíso Travel (music supervisor)
- 2007 Sultanes del Sur (music supervisor)
- 2007 El viaje de la nonna (music supervisor)
- 2007 Cochochi (music supervisor)
- 2007 Under the Same Moon (music supervisor)
- 2007 Déficit (music supervisor)
- 2007 J.C. Chávez (Documentary) (music supervisor)
- 2007/I Trade (music supervisor)
- 2006 Never on a Sunday (music supervisor)
- 2006/I Babel (music supervisor)
- 2006 A Movie of Eggs (music supervisor)
- 2006 Fuera del cielo (music supervisor)
- 2006 Only God Knows (music supervisor)
- 2004 Innocent Voices (music supervisor)
- 2004 Maria Full of Grace (music supervisor)
- 2003 Beyond Borders: John Sayles in Mexico (Documentary) (music supervisor)
- 2003 21 Grams (music supervisor)
- 2003 Casa de los babys (music supervisor)
- 2002 Aro Tolbukhin in the Mind of a Killer (music supervisor)
- 2001 Loco Fever (music supervisor)
- 2001 Powder Keg (Short) (music supervisor)
- 2000 Leaving No Trace (music supervisor)
- 2000 Dust to Dust (music supervisor)
- 2000 Todo el poder (music supervisor)
- 2000 Amores Perros (music supervisor)
- 1996 Saturday Night Thief (TV Short) (music advisor)

### Producción cine
- El Santos vs La Tetona Mendoza (2012)
- Hecho en México (2012)
- 0.56% ¿Qué le pasó a México? (2010)
- ¿Y tú cuánto cuestas? (2007)
- Sueño (2005) (coproductor)